# Alan Leggett
Alan Alfred John Leggett (* 21. června 1965 Wainwright) je bývalý kanadský lední hokejista. Studoval biologii na Bowling Green State University, později hrál za Virginia Lancers a New Haven Nighthawks,  farmu Los Angeles Kings. V sezóně 1990/91 působil v AC ZPS Zlín (původně měl být vyměněn za reprezentanta Radima Raděviče, který však do zahraničí nakonec neodešel) a stal se tak prvním zámořským hokejistou v československé nejvyšší soutěži od roku 1947, kdy hrál za I. ČLTK Praha Martin Zoborosky. Během sezóny odehrál kanadský obránce 43 zápasů, zaznamenal 3 branky a pět nahrávek. Po roce se vrátil do Severní Ameriky, angažmá v National Hockey League však nikdy nezískal a působil v týmech nižších soutěží San Diego Gulls, Los Angeles Ice Dogs, Houston Aeros, Saint John Flames, Fresno Falcons a Raleigh IceCaps, věnoval se také inline hokeji a v San Diegu byl hrajícím asistentem trenéra. Kariéru ukončil v roce 1997.